# Tiristor
Tiristor je polprevodniški elektronski element.
Tiristor je krmiljeni polprevodniški element sestavljen iz štirih plasti P in N dopiranega silicija v izmeničnem zaporedju. Glede na krmiljenje ločimo N-P-N in P-N-P tiristorje. Razlika med njimi je zgolj ta, da pri N-P-N tiristorju krmilimo vrata (anj. Gate) z negativno napetostjo, pri P-N-P pa s pozitivno + napetostjo.

## Delovanje
Tiristor začne prevajati električni tok od anode (anj. Anode) proti katodi (anj. Catode), ko priteče električni tok na elektrodo za regulacijo imenovano vrata (anj. gate ).
Dioda prevaja vse dokler se napetost med anodo in katodo ne obrne (katoda dobi višji električni potencial kot anoda).